# Ferruccio Castellano
(Ferruccio Castellano)
Ferruccio Castellano (Torre Pellice, 1946 – Torino, 16 settembre 1983) è stato un attivista italiano, tra i fondatori del movimento dei cristiani omosessuali in Italia.

## Biografia
Conosce nel 1977 Franco Barbero con cui comincia a pensare ad un convegno nazionale su "Fede cristiana ed omosessualità". Dopo molti rifiuti, grazie all'interesse e alla disponibilità del pastore valdese Eugenio Rivoir (allora direttore del Centro) riesce ad organizzare dal 13 al 15 giugno del 1980 il convegno nazionale fede e omosessualità, presso il Centro ecumenico di Agape, in Provincia di Torino.
L'incontro segnerà la data di inizio delle proposte e della nascita dei primi Gruppi di omosessuali credenti in Italia.
Nel dicembre del 1980 fonda, insieme ad altre cinque persone, il Gruppo del Guado di Milano.
A gennaio del 1981 contribuisce alla fondazione del Gruppo di omosessuali credenti Davide (successivamente Davide e Gionata) a Torino.
Ferruccio Castellano muore suicida a Torino il 16 settembre del 1983, a soli 37 anni, dopo la scomparsa della madre.
A lui è intitolato il Centro Studi e Documentazione "Ferruccio Castellano" su Fede, Religione e Omosessualità di Torino.